# Agosi AG

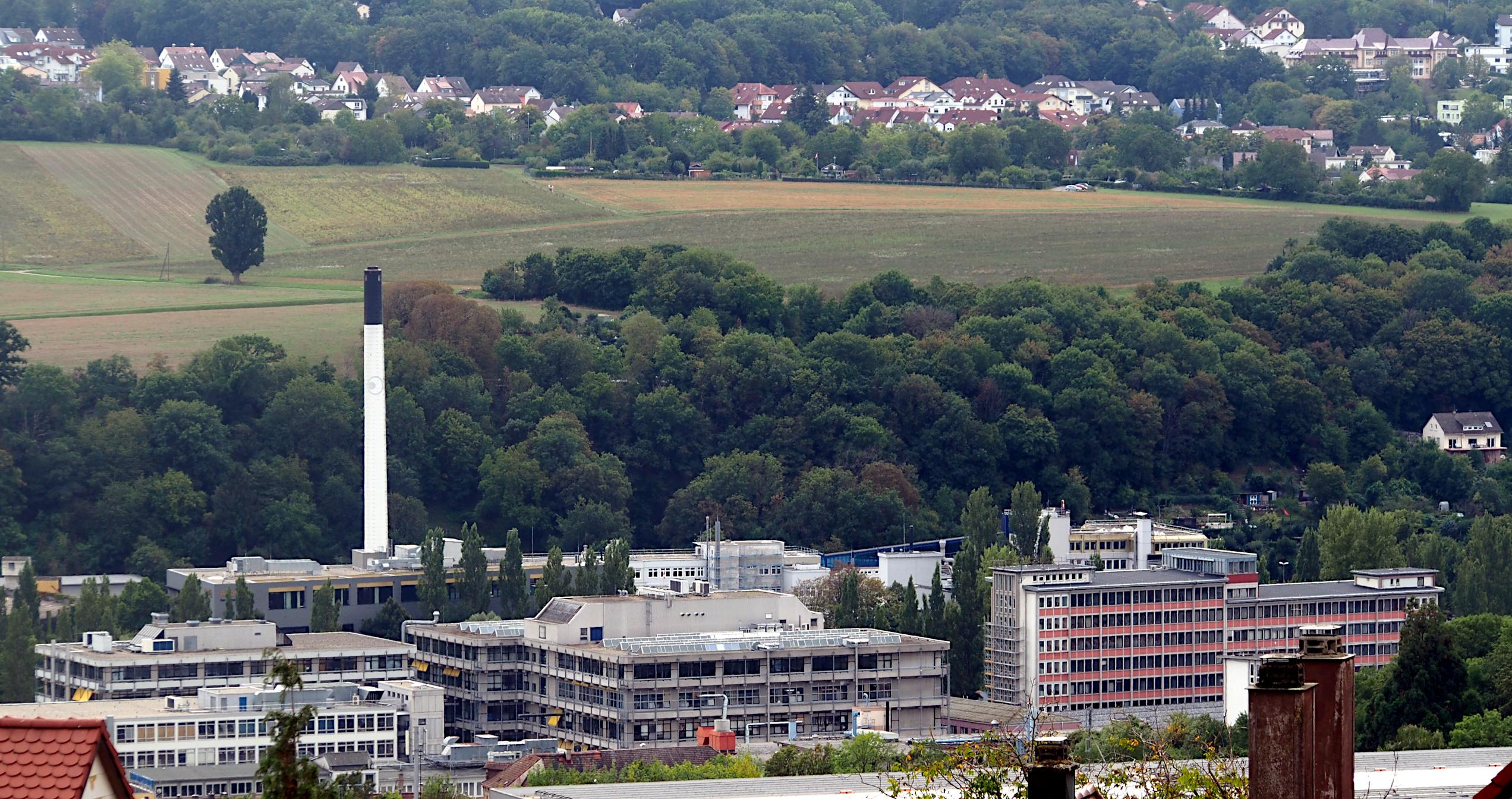
Die Fabrikanlagen, der Schornstein trägt das Logo

Die Allgemeine Gold- und Silberscheideanstalt (kurz Agosi; früher Allgemeine) ist eine Scheideanstalt mit Sitz in Pforzheim. Das Unternehmen, das heute zur Umicore-Gruppe gehört, wurde 1891 gegründet. Agosi ist Mitglied im Bundesverband Schmuck, Uhren, Silberwaren und verwandte Industrien.

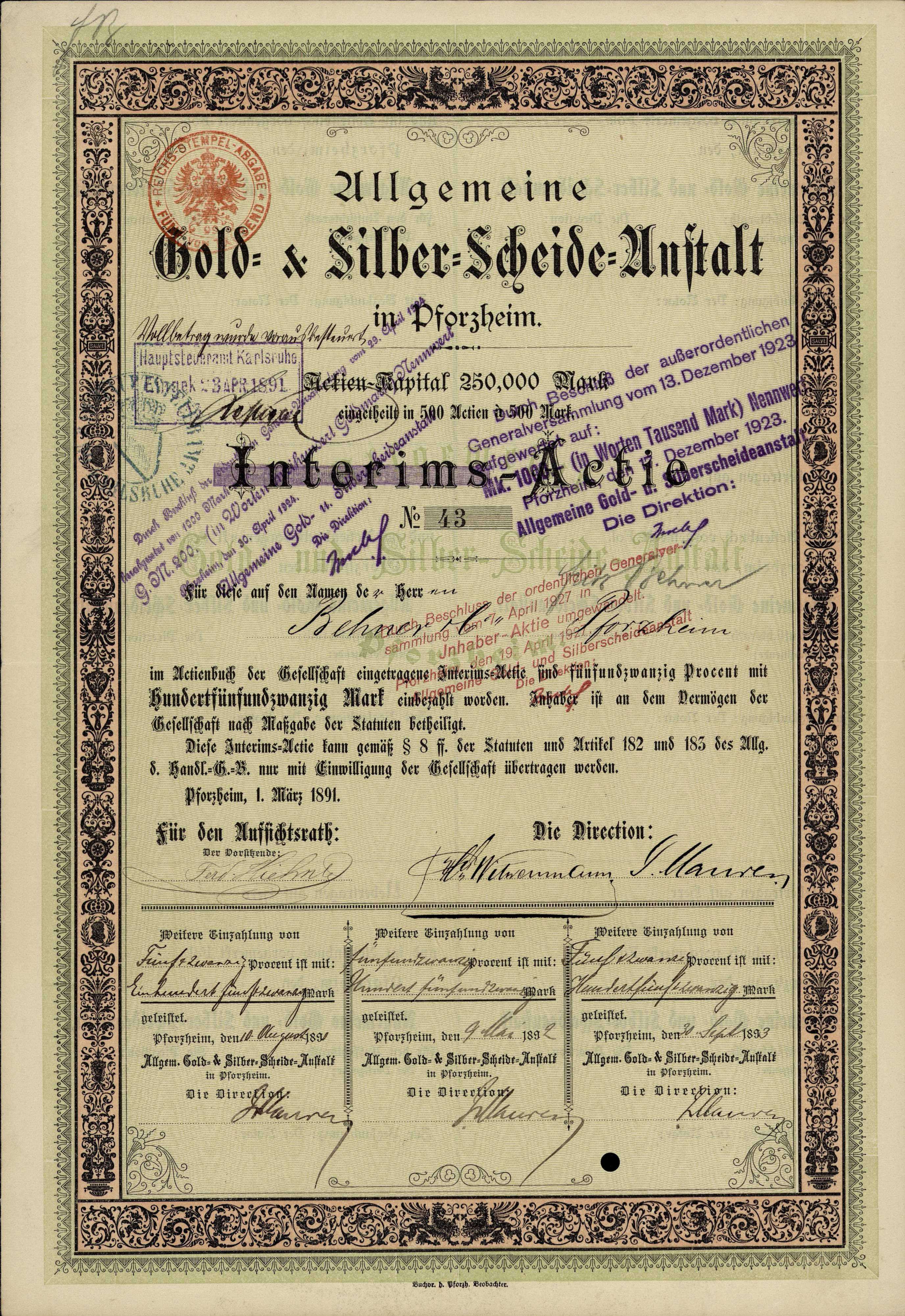
Gründeraktie der Allgemeinen Gold- und Silber-Scheide-Anstalt in Pforzheim vom 1. März 1891

## Geschichte
Die Allgemeine Gold- und Silberscheideanstalt wurde von  Schmuckfabrikanten für die Rückgewinnung von Edelmetallen aus ihren Produktionsabfällen am 20. Januar 1891 als Aktiengesellschaft gegründet und einen Monat später in das Handelsregister eingetragen. Einer der Gründer war der Unternehmer und Politiker Andreas Odenwald. Erster Aufsichtsratsvorsitzender war Ferdinand Kiehnle, im Vorstand waren Heinrich Witzenmann und Julius Maurer. 1938 kam die Betriebsstätte für Basismetalle am Pforzheimer Hauptgüterbahnhof hinzu. Im Zweiten Weltkrieg wurde die Scheideanstalt erheblich beschädigt und nach Kriegsende am jetzigen Standort neu aufgebaut. Mit der Schließung des Degussa-Standortes in Pforzheim wurde 1993 das Schmuckmetallgeschäft der Degussa übernommen und integriert. 2003 erwarb die belgische Umicore den Großteil der Aktien des Unternehmens.
Die Agosi hat mit der Schoene Edelmetaal B.V. (Amsterdam), Ögussa Ges.m.b.H. (Wien), Allgemeine Suisse S.A. (Yverdon), Umicore Precious Metals (Thailand) Ltd. (Bangkok) und der Umicore Galvanotechnik GmbH in Schwäbisch Gmünd weitere Tochtergesellschaften. Die Umicore Jewellery Materials Processing Ltd. in Foshan/China wurde im Juli 2012 geschlossen.